# Красное (озеро, Запорожская область)
Красное озеро — озеро на побережье Азовского моря, расположенное на территории Бердянского района (Запорожская область, Украина). Площадь — 0,4 км². Тип общей минерализации — солёное. Происхождение — лагунное. Группа гидрологического режима — бессточное.
Расположено в границах зоны стационарной рекреации Приазовского национального природного парка.

## География
Входит в Бердянскую группу озёр. Длина — 1,1 км, ширина средняя — 0,48 км, наибольшая — 0,7 км. Глубина — 0,05-0,5 м, наибольшая — 0,5 м. Высота над уровнем моря — -0,7 м — ниже уровня Азовского моря. Озёрная котловина грушевидной формы, вытянутая с юго-запада на северо-восток, расширяется на северо-восток. Берега низменные, песчаные.
Озеро расположено на побережье Азовского моря на Ближней Бердянской косе — в восточной части города Бердянск. Отделено от моря песчаной пересыпью шириной 25-50 м, ранее пересыпь (перемычка) достигала ширины 100-150 м. В северо-восточной части имеется канал, соединяющий озеро с морем, но он был засыпан. Бессточное озеро — нет впадающих и вытекающих рек. В озере нет островов. Вокруг (кроме восточной стороны) расположены небольшие озёра. На северном берегу расположены санаторий «Бердянский», садово-дачные участки, также непосредственно севернее расположено Малое озеро.
Питание за счёт фильтрационных вод Азовского моря. Солёность — 90-130 г/л. Вода по составу схожа с морской водой. Зимой замерзает. Дно устлано слоем серого ила. Грязи (илы) имеют лечебные свойства и используются на курортах города Бердянска.
Несмотря на свои малые размеры, запасы грязи в озере значительные. В связи с небольшим количеством сероводорода, грязь имеет серый цвет, пластична. Рапа по составу солевой массы почти не отличается от морской воды. Прежние соляные промыслы разбивают озеро на ряд частей с различной концентрацией воды и радиоактивностью рапы.
Состав рапы озера (по А. И. Дзенс-Литовскому и О. Г. Морачевской): удельный вес — 1,11 г/см³, Na — 4,58, K — -, Ca — 0,10, Cl — 7,79, SO4 —  1,57, HCO3 — 0,01, сумма ионов — 14,63.

## Природа
Богатая травянистая и кустарниковая растительность с северной и северо-восточной стороны защищает озеро от заносов песком. Восточный берег озера покрыт редким кустарником, зарослями камыша и травой. 
Берега очагами поросшие прибрежно-водной растительностью (тростник обыкновенный) и галофитами (солерос, сведа лежачая, сарсазан шишковатый).